# Inowrocław

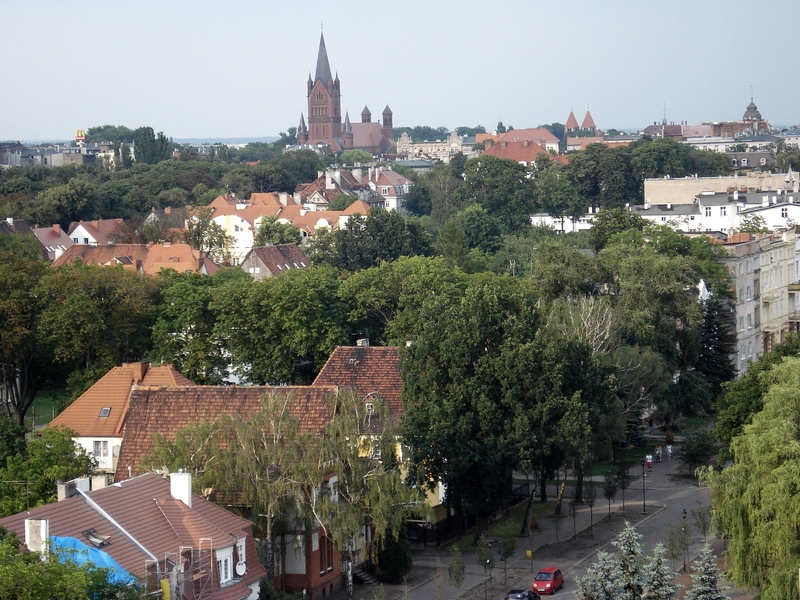
Inneres Stadtgebiet

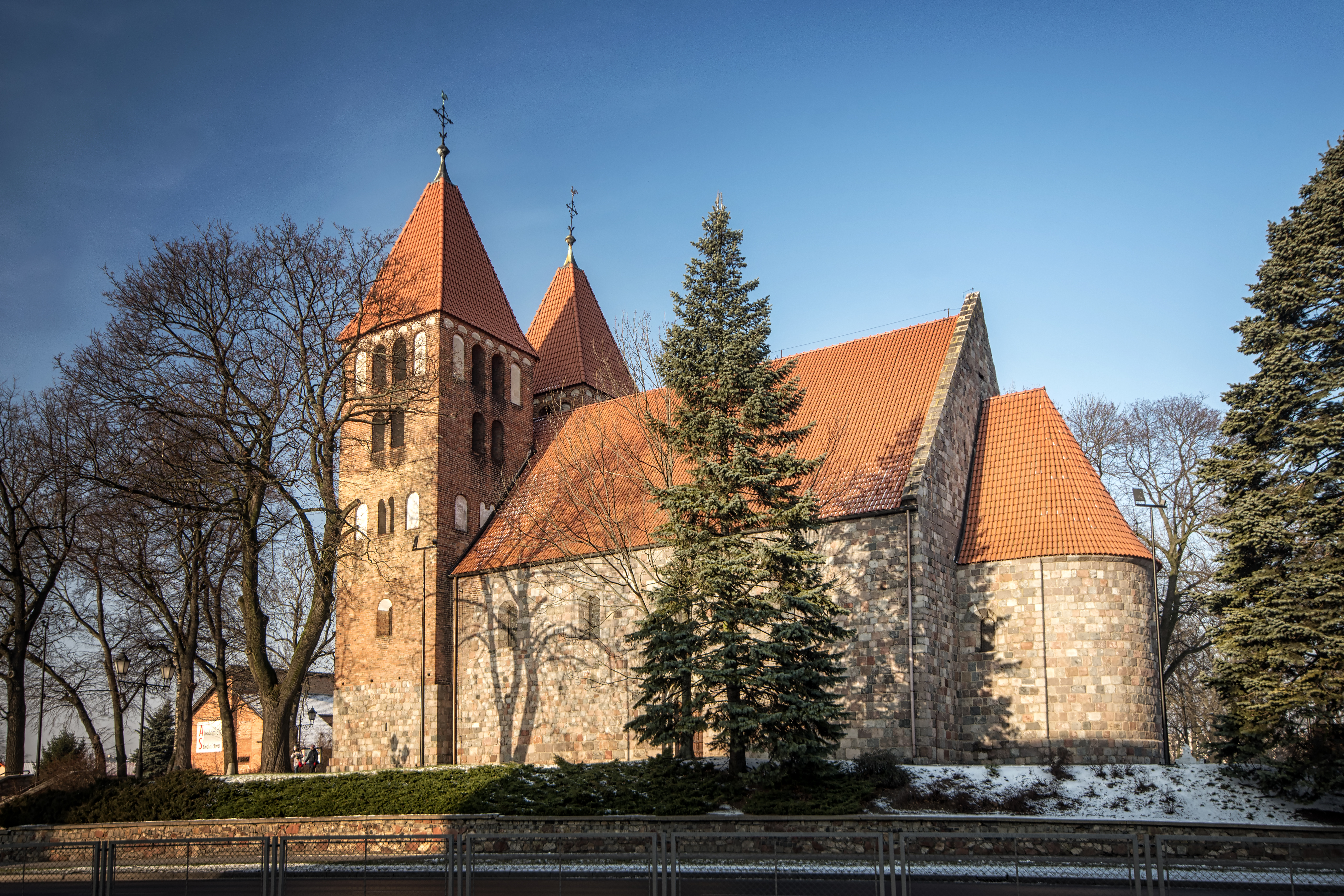
Romanisch-gotische Basilika Mariä Namen

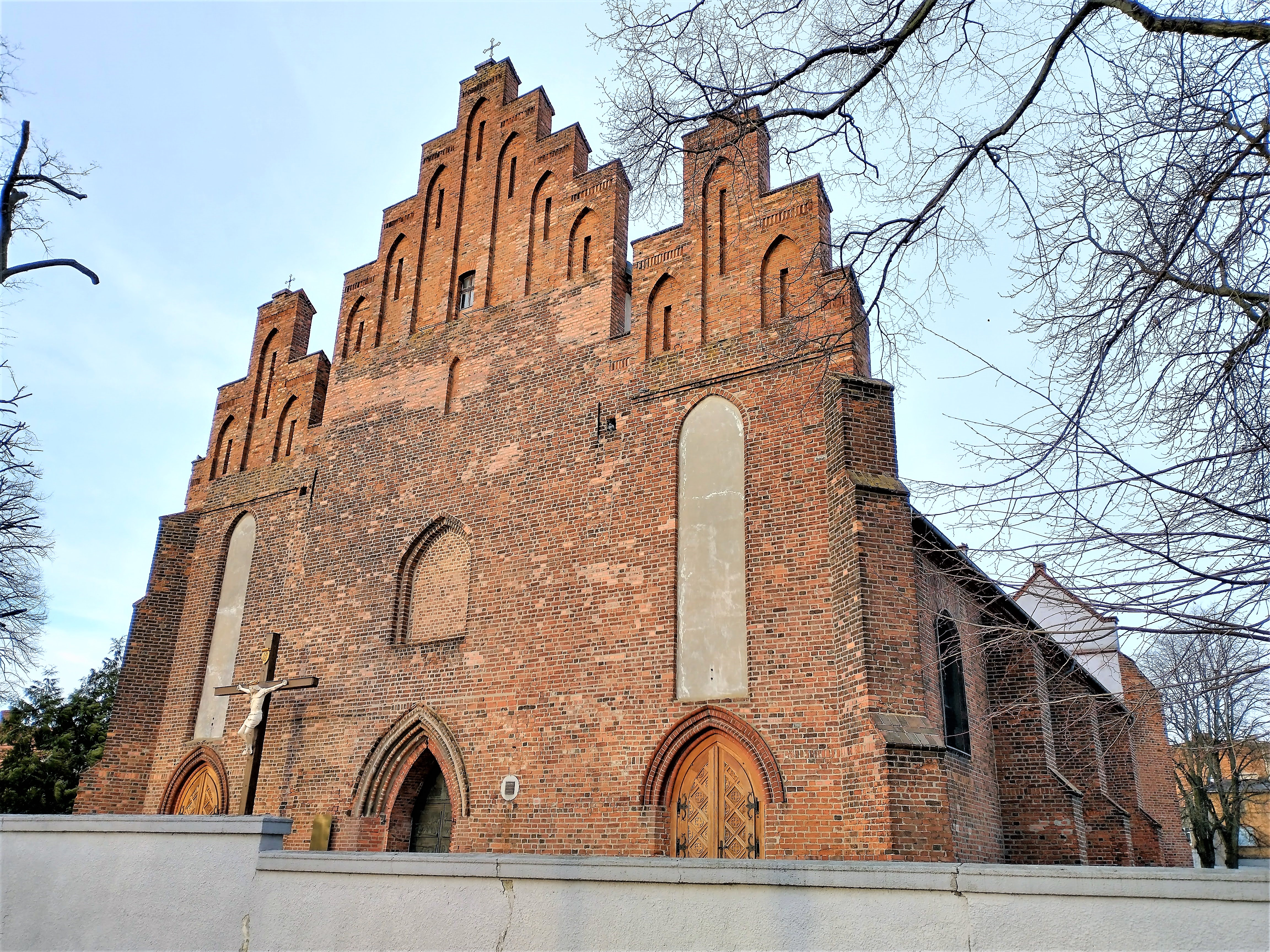
Gotische Nikolaikirche

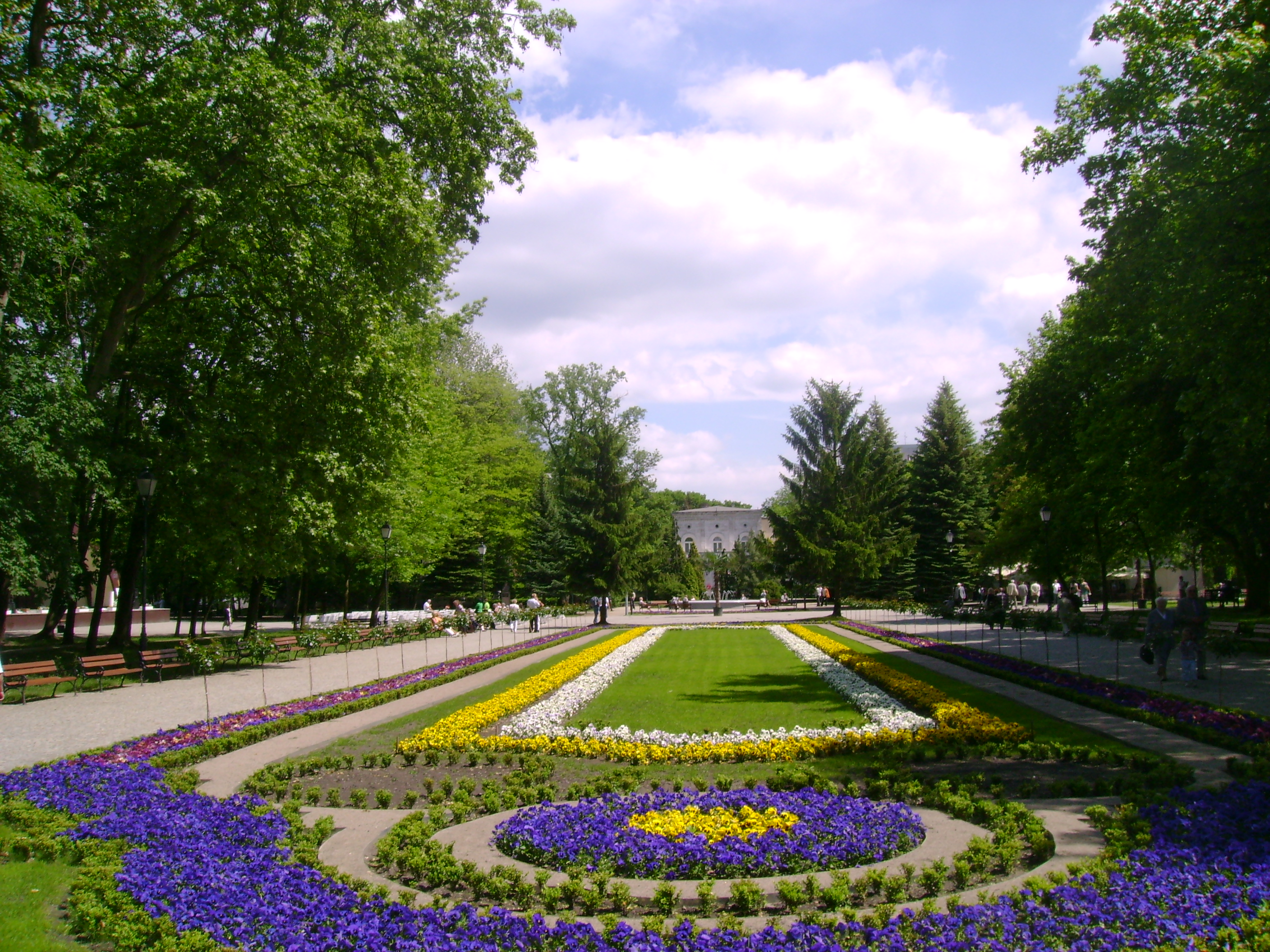
Kurpark

Inowrocław [inɔˈvrɔtswaf] (deutsch bis 1904 Inowrazlaw, dann Hohensalza; selten Jungbreslau und Jungleslau) ist eine Stadt in der polnischen Woiwodschaft Kujawien-Pommern. Die Stadt ist für ihre Sole bekannt.

## Geographische Lage
Die Stadt liegt in der historischen Region Kujawien an der Netze, etwa 40 Kilometer südöstlich von Bromberg und 100 Kilometer nordöstlich der Stadt Posen.

## Geschichte

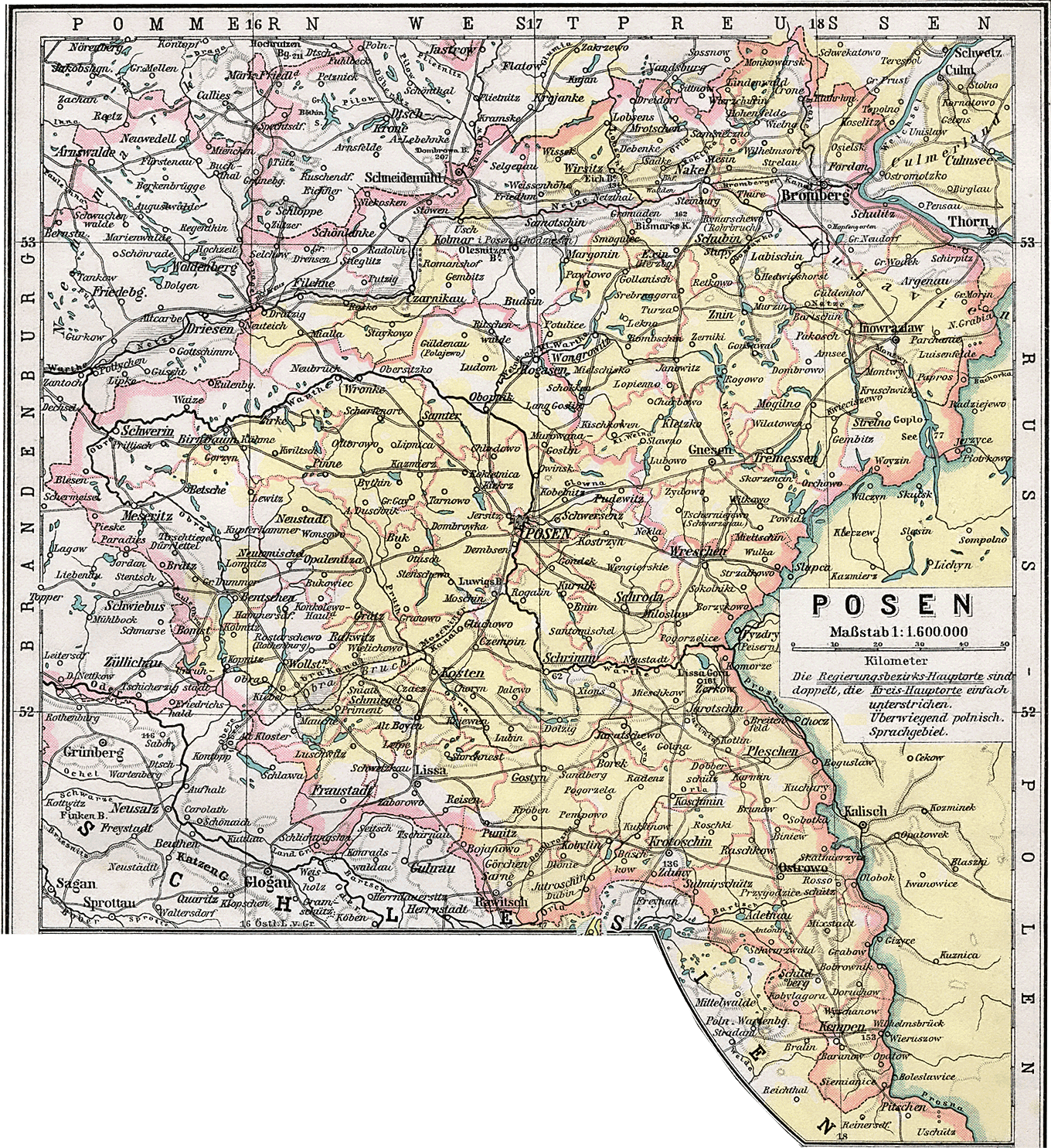
Inowrazlaw, südöstlich von Bromberg und nordöstlich der Stadt Posen, auf einer Landkarte von 1905 (gelb markierte Flächen kennzeichnen Gebiete mit seinerzeit mehrheitlich polnischsprachiger Bevölkerung).

1185 wurde der Ort als novum Vladislaw erstmals erwähnt, vermutlich erfolgte die Gründung durch Einwohner von Włocławek, die vor dem regelmäßigen Hochwasser geflohen waren. 1236 erfolgte die Umbenennung in Juveni Wladislawia. Die Stadtrechte erhielt sie zwei Jahre später von Herzog Kasimir I. (Kujawien), dem Sohn von Konrad I. (Polen). 1239 wurde die Stadt samt der Kirche von den Pommern niedergebrannt. Im 15. Jahrhundert wurden umfangreiche Salzvorkommen entdeckt. Seit 1466 war Inowrocław Wojewodschaftshauptstadt für Nordkujawien.
Infolge der ersten Teilung Polens wurde Inowrazlaw 1772 Kreishauptstadt im Netzedistrikt der preußischen Provinz Westpreußen. Von 1807 bis 1815 gehörte die Stadt zum Herzogtum Warschau. Nach dem Wiener Kongress kam Inowrazlaw, erneut Hauptstadt des Kreises Inowrazlaw im Regierungsbezirk Bromberg, zur Provinz Posen. Nach dem polnischen Aufstand von 1848 bildete sich ein Bürgerverein, der, zusammen mit Bromberg, die Aufnahme der Stadt in den Deutschen Bund forderte.
Die erste Zeitung der Stadt war der Kujawische Bote, der von 1874 bis 1945 erschien. Im Jahr 1875 öffneten in Inowrazlaw die ersten Thermalbäder. Ein massiver wirtschaftlicher Aufschwung folgte. Am 5. Dezember 1904 wurden Stadt und Kreis im Zuge der Germanisierung polnischer Ortsnamen in Hohensalza umbenannt. Um 1912 waren 58 % der Einwohner Polen. Hohensalza war Garnison des 4. Westpreußischen Infanterie-Regiment Nr. 140 der 4. Division.
Mit dem Inkrafttreten des Friedensvertrages von Versailles am 10. Januar 1920 gehörte Hohensalza zur Zweiten Polnischen Republik, Woiwodschaft Posen. Fortan führte die Stadt wieder den Namen Inowrocław. Sie war seit 1925 ein selbständiger Stadtkreis (miasta na prawach powiatu), unterstand also nicht mehr dem Starosten in Inowrocław. Am 1. April 1938 kam sie im Zuge einer Gebietsreform an die damalige Woiwodschaft Großpommerellen.
Nach dem Überfall auf Polen kam Inowrocław am 11. September 1939 zum deutschen Militärbezirk Posen und wurde erneut in Hohensalza umbenannt. Zahlreiche polnische Bewohner der Stadt wurden vertrieben. Mitte Oktober 1939 wurden bei der „Blutnacht von Hohensalza“ 59 polnische und deutsch-polnische Bürger ermordet. Der Stadtkreis Hohensalza wurde am 26. Oktober 1939 vom Deutschen Reich annektiert. Er gehörte fortan zum Reichsgau Posen, später Wartheland, und zum Regierungsbezirk Hohensalza. Dort war auch der Sitz des Regierungspräsidenten. Das Landgericht Hohensalza war zuständig für den Landkreis Dietfurt (Wartheland), den Landkreis Hermannsbad, den Landkreis Mogilno und den Landkreis Altburgund. Im Januar 1945 wurde die Stadt nach der Eroberung durch die Rote Armee wieder Teil Polens und bekam damit auch wieder den Namen Inowrocław.

## Bevölkerungsentwicklung
| Jahr | Einwohnerzahl | Anmerkungen |
| ---- | ------------- | --- |
| 1783 | 1157          | zusätzlich etwa 450 Juden |
| 1788 | 1321          | davon 665 Juden |
| 1799 | 1433          | davon 604 Juden |
| 1816 | 3106          | davon 1448 Katholiken, 1256 Israeliten, 391 Evangelische und sechs Reformierte |
| 1826 | 5500          | in 500 Häusern, 2000 Juden |
| 1837 | 4761          | über ein Viertel Juden |
| 1843 | 5447          | in 263 Häusern |
| 1858 | 5844          | [ 11 ] |
| 1861 | 6664          | davon 565 Militärpersonen |
| 1867 | 6976          | am 3. Dezember |
| 1871 | 7429          | mit der Garnison (ein Bataillon Nr. 49, ein Bataillon Landwehr Nr. 54), darunter 3020 Polen; nach anderen Angaben 7429 Einwohner (am 1. Dezember), davon 2087 Evangelische, 3756 Katholiken, 1586 Juden |
| 1875 | 9147          | [ 14 ] |
| 1880 | 11.558        | [ 14 ] |
| 1900 | 26.141        | mit der Garnison (ein Infanterieregiment Nr. 140 und eine Abteilung Feldartillerie Nr. 53), darunter 8830 Evangelische und 1389 Juden                                                                   |
| 1905 | 24.551        | [ 16 ] |
| 1910 | 25.604        | am 1. Dezember, auf einer Gemarkungsfläche von 2261,8 ha; davon 16.125 Katholiken, 8386 Evangelische, 951 Juden; 2051 Militärpersonen; 58 % Polen                                                       |

## Namen
Die Namensgebung im Überblick:
- 1185–1236: Novo Vladislaw
- ab 1236: Juveni Wladislawia
- 1815–1904: Inowraclaw, Inowrazlaw, Inowrocław
- 1904–1920: Hohensalza
- 1920–1939: Inowrocław
- 1939–1945: Hohensalza
- seit 1945: Inowrocław

## Stadtteile
| polnischer Name     | deutscher Name (1815–1919)    | deutscher Name (1939–1945) |
| ------------------- | ----------------------------- | -------------------------- |
| Mątwy               | Montwy                        | Montwy                     |
| Miechowiczki        | Königgrätz                    | Königgrätz                 |
| Nowe Osiedle        | –                             | Neustadt                   |
| Osiedle Bajka       | fr. Propstei                  | –                          |
| Osiedle Bydgoskie   | –                             | Bromberger Vorstadt        |
| Osiedle Piastowskie | –                             | Kleinsiedlung              |
| Osiedle Toruńskie   | –                             | Thorner Vorstadt           |
| Rąbinek             | Gut Rombino 1908–1919 Romburg | Romburg                    |
| Rąbin               | Rombino                       | Hauersweiler               |
| Solno               | fr. Cohn’sche Ziegelei        | Steinsalz-Bergwerk         |
| Śródmieście         | Stadtmitte                    | Stadtmitte                 |
| Stare Miasto        | Altstadt                      | Altstadt                   |
| Szymborze           | Szymborze                     | Therwingen                 |
| Uzdrowisko Solanki  | Solekurort (seit 1875)        | Solbad                     |

## Politik und Verwaltung

### Stadtpräsident
An der Spitze der Stadtverwaltung steht der Stadtpräsident. Seit 2002 ist dies Ryszard Brejza, der zunächst der Akcja Wyborcza Solidarność angehörte, aber bei den letzten Wahlen mit eigenen Wahlkomitee antrat. Er wurde 2023 als Kandidat der Koalicja Obywatelska in den Senat der Republik Polen gewählt. Als kommissarischer Nachfolger wurde Wojciech Piniewski durch den Woiwoden von Kujawien-Pommern eingesetzt. Die turnusmäßige Wahl im April 2024 führte zu folgenden Ergebnis:
- Wojciech Piniewski (Koalicja Obywatelska) 36,3 % der Stimmen
- Arkadiusz Fajok (Wahlkomitee „Arkadiusz Fajok – Verbunden mit Inowrocław“) 22,4 % der Stimmen
- Ewa Koman (Wahlkomitee „Lokale Verwaltung für Inowrocław“) 19,6 % der Stimmen
- Bartosz Kownacki (Prawo i Sprawiedliwość) 10,5 % der Stimmen
- Marek Słabiński (Wahlkomitee Marek Słabiński) 10,3 % der Stimmen
- Übrige 0,9 % der Stimmen

In der damit notwendigen Stichwahl setzt sich mit Fajok der Zweitplatzierte des ersten Wahlgangs mit 57,0 % der Stimmen gegen das kommissarische Stadtoberhaupt, den KO-Kandidaten Piniewski, durch und wurde neuer Stadtpräsident.
Die turnusmäßige Wahl im Oktober 2018 führte zu folgenden Ergebnis:
- Ryszard Brejza (Wahlkomitee Ryszard Brejza) 58,5 % der Stimmen
- Ireneusz Stachowiak (Prawo i Sprawiedliwość) 24,9 % der Stimmen
- Janusz Radzikowski (Wahlkomitee „Janusz Radzikowski für Inowrocław – Ja bitte“) 6,6 % der Stimmen
- Jacek Olech (Wahlkomitee Olech 2018) 5,7 % der Stimmen
- Anna Ludwisiak-Kawecka (Sojusz Lewicy Demokratycznej / Lewica Razem) 4,3 % der Stimmen

Damit wurde Brejza bereits im ersten Wahlgang für eine weitere Amtszeit wiedergewählt.

### Stadtrat
Der Stadtrat umfasst 23 Mitglieder, die direkt gewählt werden. Die Wahl im April 2024 führte zu folgendem Ergebnis:
- Koalicja Obywatelska (KO) 34,7 % der Stimmen, 11 Sitze
- Prawo i Sprawiedliwość (PiS) 19,7 % der Stimmen, 5 Sitze
- Wahlkomitee „Lokale Verwaltung für Inowrocław“ 14,0 % der Stimmen, 3 Sitze
- Wahlkomitee „Arkadiusz Fajok – Verbunden mit Inowrocław“ 12,6 % der Stimmen, 3 Sitze
- Trzecia Droga (TD) 8,2 % der Stimmen, 1 Sitz
- Lewica 5,9  % der Stimmen, kein Sitz
- Marek Słabiński (Wahlkomitee Marek Słabiński) 4,5 % der Stimmen, kein Sitz
- Übrige 0,4 % der Stimmen, kein Sitz

Die Wahl im Oktober 2018 führte zu folgendem Ergebnis:
- Wahlkomitee Ryszard Brejza 28,6 % der Stimmen, 9 Sitze
- Prawo i Sprawiedliwość (PiS) 25,0 % der Stimmen, 7 Sitze
- Koalicja Obywatelska (KO) 24,8 % der Stimmen, 7 Sitze
- Sojusz Lewicy Demokratycznej (SLD) / Lewica Razem (Razem) 9,0  % der Stimmen, kein Sitz
- Wahlkomitee „Janusz Radzikowski für Inowrocław – Ja bitte“ 7,3 % der Stimmen, kein Sitz
- Wahlkomitee Olech 2018 3,6 % der Stimmen, kein Sitz
- Übrige 1,7 % der Stimmen, kein Sitz

### Städtepartnerschaften
Die Stadt Inowrocław unterhält eine Städtepartnerschaft mit Bad Oeynhausen, Nordrhein-Westfalen.

## Verkehr
Der Bahnhof Inowrocław liegt an der Kreuzung der Bahnstrecke Poznań–Toruń mit der Kohlenmagistrale genannten Bahnstrecke Chorzów–Tczew. Der Bahnhof Inowrocław Rąbinek südlich der Stadt ist dazu Beginn der je nur noch ein Stück im Güterverkehr betriebenen Bahnstrecken Richtung Barcin und Kruszwica.
Von 1912 bis 1962 besaß die Stadt eine eigene Straßenbahn.
Im innerstädtischen Busverkehr verkehren insgesamt neun Buslinien. Seit Juni 2025 ist der ÖPNV für Einwohner kostenlos.

## Sehenswürdigkeiten
- Gradierwerk
- Basilika Mariä Namen, Pfarrkirche

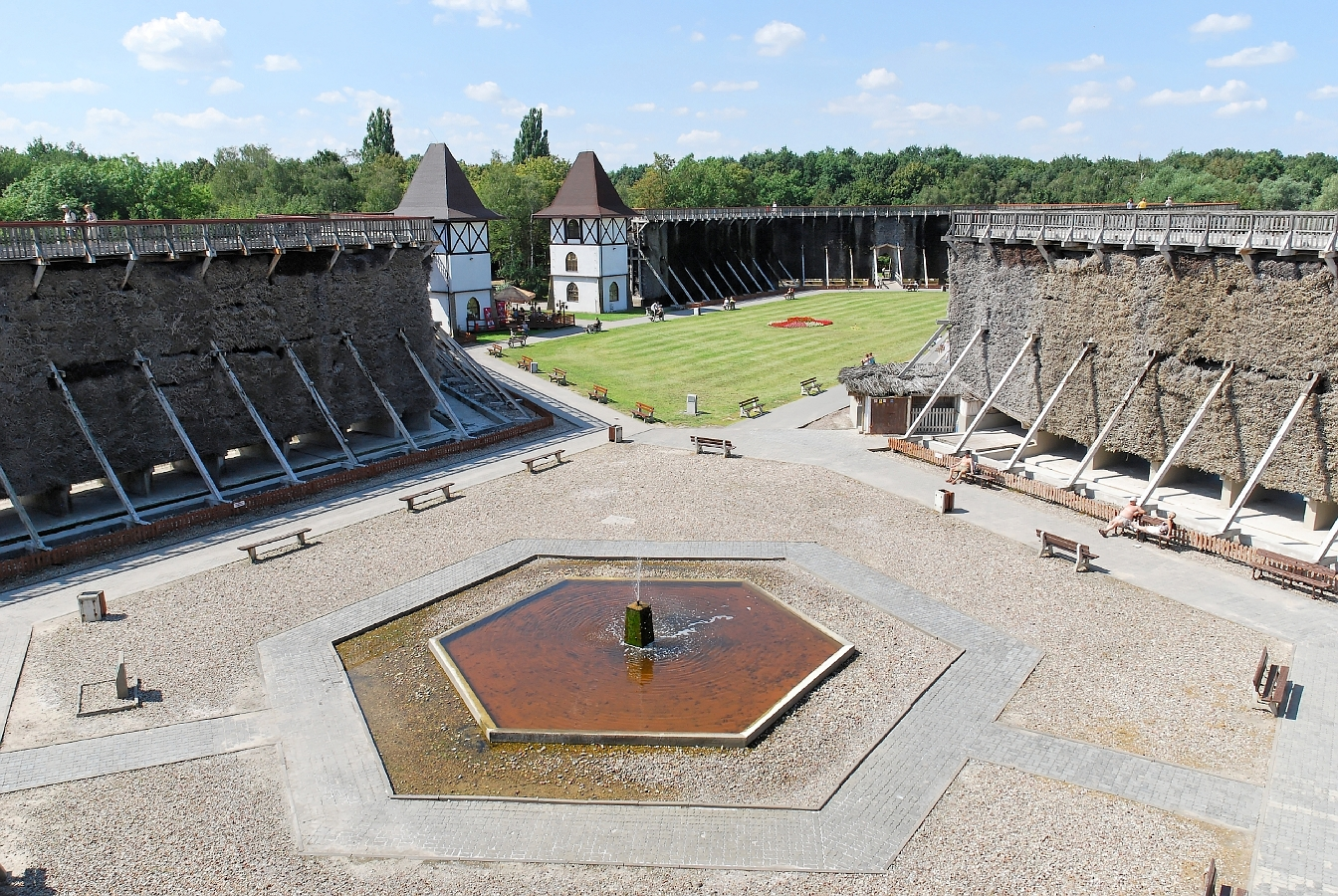
Das Gradierwerk

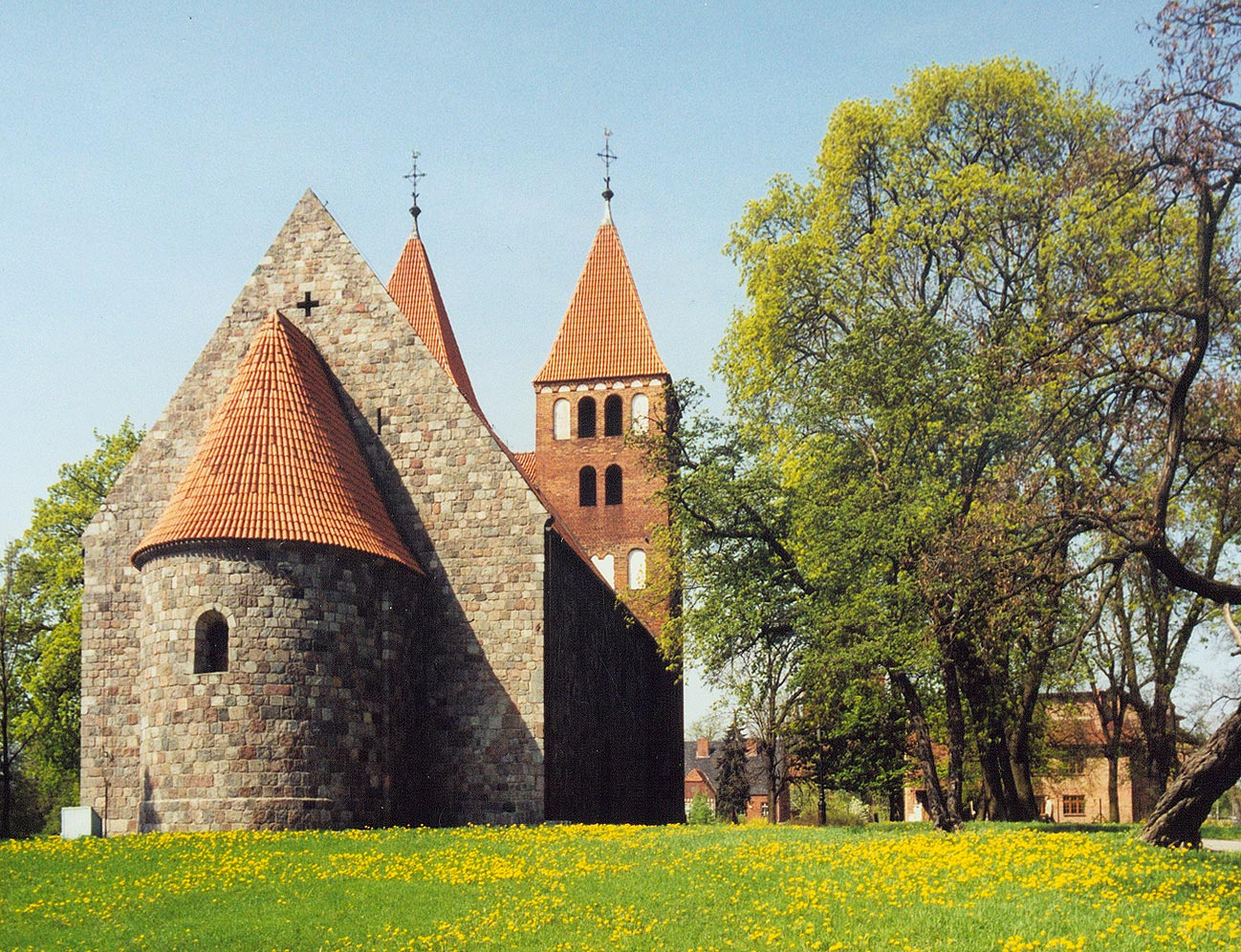
Die Marienkirche

- St.-Nikolaus-Kirche aus dem 17. Jahrhundert
- Neogotische ehemalige evangelische Kirche
- Reste der mittelalterlichen Befestigungsanlagen

## Landgemeinde Inowrocław
Die Landgemeinde Inowrocław, zu der die Stadt selbst nicht gehört, hat eine Fläche von 171 km², auf der 11.845 Menschen leben (Stand: 31. Dezember 2020).

## Söhne und Töchter der Stadt
- Baruch Auerbach (1793–1864), Pädagoge, Gründer des jüdischen Waisenhauses in Berlin
- Isaac Levin Auerbach (1791–1853), deutscher Prediger, Erzieher und Schriftsteller
- Adolph Salomonsohn  (1831–1919), deutscher Bankier
- Henryk Fryderyk Hoyer  (1834–1907), polnischer Mediziner und Vater der polnischen Histologie
- Arthur Salomonsohn (1859–1930), deutscher Bankier
- Jan Kasprowicz (1860–1926), polnischer Dichter
- Heinrich Kurtzig (1865–1946), deutscher Schriftsteller
- Elisabeth Bauck (1875–1937), deutsche Schriftstellerin
- Alfred Herrmann (1879–1960), deutscher Historiker und Politiker
- Sally Bein (1881–1942), Volksschul- und Taubstummenlehrer, Leiter einer Israelitischen Erziehungsanstalt
- Aleksander Dubiski (1886–1939), polnischer Arzt und Politiker
- Nathan Saretzki (1887–1944), deutscher Tenor, Religionslehrer, Kantor, NS-Opfer
- Georg Ehlers (1890–1972), deutscher Bauingenieur
- Sigismund Witt (1898–1946), deutscher Komponist und Pianist
- Alfred H. Unger (1898–1989), deutscher Schriftsteller und Drehbuchautor
- Gustav Heisterman von Ziehlberg (1898–1945), deutscher Generalleutnant und Widerstandskämpfer des 20. Juli 1944
- Irena Dubiska (1899–1989), polnische Geigerin und Musikpädagogin
- Hans Jeschonnek (1899–1943), deutscher Generaloberst der Luftwaffe
- Carl Kuhn (1899–1980), deutscher Maler und Bildhauer
- Georg Münter (1900–1965), deutscher Architekt
- Rudolf Kollath (1900–1978), deutscher Physiker
- Arthur Sodtke (1901–1944), deutscher Widerstandskämpfer
- Friedrich Wetzel (1903–1959), KPD-Funktionär, Widerstandskämpfer gegen das NS-Regime
- Otto Rössler (1904–1978), deutscher Politiker, Vertriebenenfunktionär und Heraldiker
- Wilhelm Unger (1904–1985), deutscher Autor und Theaterkritiker
- Kurt Ballerstedt (1905–1977), deutscher Jurist
- Hans Schaul (1905–1988), deutscher Antifaschist und Politiker
- Artur Wilke (1910–1989), deutscher Dorfschullehrer und NS-Kriegsverbrecher
- Johannes Zielinski (1914–1993),  deutscher Pädagoge und Hochschullehrer, Professor für Pädagogik und Lehrstuhlinhaber in Aachen
- Józef Daniel Krzeptowski (1921–2002), polnischer Skisportler
- Marian Biskup (1922–2012), polnischer Historiker
- Józef Glemp (1929–2013), polnischer Kardinal und Primas
- Friedrich Dydak (* 1943), österreichischer Physiker
- Justus Frantz (* 1944), deutscher Pianist und Dirigent
- Wojciech Polak (* 1964), römisch-katholischer Erzbischof
- Marcin Mroziński (* 1985), polnischer Sänger und Schauspieler
- Tomasz Ziętek (* 1989), polnischer Film- und Theaterschauspieler, Musiker und Gitarrist
- Norbert Kobielski (* 1997), Hochspringer